# NGC 235
NGC 235 es un par de galaxias en interacción localizado en la constelación de Cetus. 